# Skandal um Eva
Skandal um Eva is een Duitse filmkomedie uit 1930 onder regie van Georg Wilhelm Pabst.

## Verhaal
Eva Rüttgers is een lerares in een Duitse provinciestad. Ze is verloofd met dr. Kurt Hiller. Door een misverstand verspreidt het gerucht zich dat ze zwanger zou zijn. Haar verloofde komt er al gauw achter.

## Rolverdeling
| Acteur         | Personage             |
| -------------- | --------------------- |
| Henny Porten   | Dr. Eva Rüttgers      |
| Oskar Sima     | Dr. Kurt Hiller       |
| Ludwig Stössel | Dir. Rohrbach         |
| Paul Henckels  | Prof. Hagen           |
| Adele Sandrock | Vulpius               |
| Käte Haack     | Käte Brandt           |
| Fritz Odemar   | Lämmerberg            |
| Claus Clausen  | Schlotterbeck         |
| Frigga Braut   | Mevrouw Schlotterbeck |
| Karl Etlinger  | Steinlechner          |